# Guanín
Il Guanín è una lega di rame, oro e argento, simile all'oro rosso, usata nella metallurgia dell'America centrale precolombiana. Il nome  guanín è tratto dal linguaggio del popolo Taíno, che la stimava per il suo colore rossastro, la brillante lucentezza e l'odore unico, e l'associava al potere sia terrestre che soprannaturale. Era anche nota come taguagua, e nell'America meridionale come tumbaga. Gli spagnoli la chiamavano "oro basso", distinguendolo da oggetti d'oro realizzati con una purezza più elevata.
Campioni di "guanín" sono stati trovati in tutta l'America centrale, a indicare una grande quantità di scambi e di interazioni tra le molte culture che vivevano nell'area. Il guanín era usato per creare e decorare una varietà di oggetti, tra cui figurine umane e animali usando la fusione a cera persa, e medaglioni realizzati a mano indicati anche come guanín .

## Composizione e caratteristiche
Il guanín è composto da rame, oro e argento. I saggiatori reali  spagnoli, nel 1498, scoprirono che i campioni di "guanín" inviati da Cristoforo Colombo erano costituiti da 18 parti di oro, 6 di argento e 8 di rame, per un totale di 32 parti.
Ciò equivale a circa il 56% di oro, il 18% d'argento e il 25% di rame. Analisi moderne hanno dimostrato che i livelli di rame nel guanín sono costantemente più elevati, superiori al 25%, il che indica che per la creazione della lega è stato necessario utilizzare la fusione ad alta temperatura.
Il brillante splendore del "guanín" lucido era una parte determinate della sua importanza per i Taíno, che apprezzavano una "estetica di brillantezza" che associava gli oggetti luminosi o riflettenti la luce con l'energia spirituale. Si pensava che quest'energia avesse "qualità curative ed energizzanti", che a loro volta erano associate alla fertilità e all'elevato stato sociale. L'associazione tra luce e potere era talmente forte che alcuni capi portavano il nome del materiale, come il capo Taíno Behechio, che aveva l'epiteto di Tureywa Hobin, "re abbagliante e celestiale come il guanín".
I Taíno consideravano l'odore del "guanín" come una parte importante della sua attrazione. Era simile a quello della pianta che chiamavano taguagua, che era ben nota per il suo forte odore. È stato suggerito che questo nome si riferisca alla pianta "guanina" a fiore d'oro, che è identificata come "Senna occidentalis" nella moderna tassonomia. Quando gli spagnoli introdussero l'ottone nei Caraibi, i Taíno lo trattarono come prezioso e sacro, una valutazione basata almeno in parte sulla somiglianza dell'odore a quello del "guanín".

## Storia
Il "guanín" è stato utilizzato nel bacino caraibico almeno dal I secolo, se non prima. I pezzi provenienti dal centro Ande sono stati datati all'incirca a quel periodo, e fogli di guanín trovati a Porto Rico sono stati considerati, con la  datazione al radiocarbonio, realizzati tra il 70 e il 374.
Il giornale di bordo realizzato da Bartolomé de Las Casas durante il terzo viaggio di Cristoforo Colombo, nel 1498, scrisse che Colombo aveva appreso, da popolazioni locali, che "erano venuti a Hispaniola, da sud e da sud-est, un popolo nero che aveva le punte delle lance fatte di un metallo che chiamavano "guanín".
Un decreto reale del 1501 rese illegale la vendita di "guanín" a Hispaniola. Durante gli anni 1520, a volte veniva usato come valuta alternativa quando le monete scarseggiavano. Fu usato per acquistare  schiavi  indigeni nel nord dell'America meridionale durante questo periodo.

## Usi
I Taíno usarono la lega principalmente per produrre medaglioni cerimoniali martellati che venivano anche chiamati "guanín". Questi medaglioni simboleggiavano il potere sociale e politico del "cacicco", o capo, e venivano scambiati per celebrare occasioni di importanza sociale come matrimoni, alleanze e visite tra le élite sociali.. In particolare, lo scambio di oggetti "guanín" durante i rituali matrimoniali era associato a miti relativi al genere, alla creazione e al rinnovamento della società.
Il guanín era anche usato per decorare maschere di elevato valore sociale ("guaiza").